# Sandradstraße 22 (Mönchengladbach)

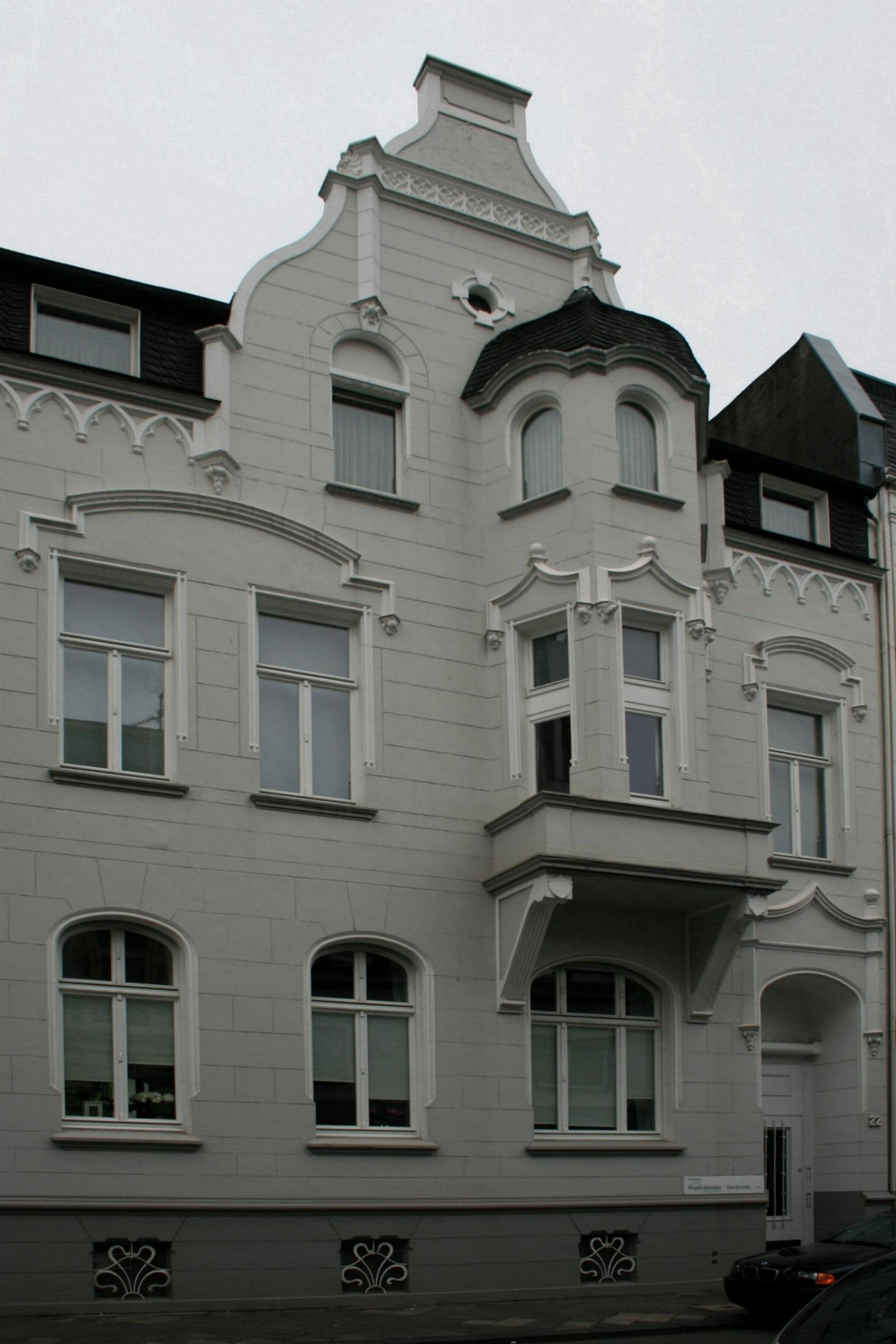
Wohnhaus (2010)

Das Wohnhaus Sandradstraße 22 steht im Stadtteil Gladbach in Mönchengladbach (Nordrhein-Westfalen).
Das Gebäude wurde 1909 erbaut und unter Nr. S 013 am 11. Februar 2009 in die Denkmalliste der Stadt Mönchengladbach eingetragen.

## Lage
Das Objekt liegt unmittelbar nördlich des historischen Stadtkerns an der Sandradstraße 22.

## Architektur
Es ist ein traufständiges, zweigeschossiges, vierachsiges Wohnhaus unter verändertem Dach mit rückwärtigem Anbau und Wintergarten im Erdgeschoss. Verputzte und stuckierte Straßenfassade. Vom Obergeschoss bis in die Dachzone in der zweiten Fensterachse von Süden reichender, dreiseitiger, zweigeschossiger Erker unter polygonalem, verschiefertem Dachhelm, der auf einer von starken Konsolen und kräftiger Brüstung getragenen Auskragung aufbaut. Die beiden mittleren Achsen betont ein hoher, geschweifter – und heute über die veränderte Dachzone hinausreichender – Giebel die Fassade.
Abgesetzter Sockel mit liegenden Kellerbelichtungen und breitem Gesims, die Wandflächen sind glatt verputzt und durch Quaderfugen strukturiert. Das Erdgeschoss besitzt hochrechteckige Fenster mit gerundetem oder Stichbogenabschluss. In der rechten Hausachse liegt der Hauszugang.
Das Obergeschoss zeigt hochrechteckige Fenster, die sich in geringerer Größe im mittleren Giebel wiederholen bzw. im Erker einen Rundbogenabschluss besitzen. Das Dachgeschoss belichtet in den äußeren Achsen je ein nahezu quadratisches Fenster, die mansarddachähnliche Dachfläche ist altdeutsch verschiefert. Alle Fenster besitzen Stucksohlbänke, eine schmale umlaufende Kehle zwischen Wand und Wange, etwa 50 cm über den Sohlbänken ansetzend, rahmt die Öffnungen.
Der Hauszugang und die Fenster im Obergeschoss weisen Stuckleisten auf, die als Eselsrückenbogen oder gebrochener Stichbogen, aufsitzend auf kleinen Konsolen, ausgebildet sind. In der Brüstungszone des Dachgeschosses schließt ein Spitzbogenfries die Fassade zur Traufe hin ab.
Das Objekt ist bedeutend für die Geschichte des Menschen und für Städte und Siedlungen. An seiner Erhaltung und Nutzung besteht ein öffentliches Interesse aus wissenschaftlichen, insbesondere architekturgeschichtlichen, ortsgeschichtlichen und städtebaulichen Gründen.